# Корьхово
Корьхово — деревня в Дновском районе Псковской области России. Входит в состав Выскодской волости Дновского района.
Расположена в центре района, на берегу реки Полонка, в 14 км к юго-востоку от районного центра, города Дно.

## Население
| 2001 | 2002 | 2010 |
| ---- | ---- | ---- |
| 46   | ↘39  | ↘33  |

Численность населения деревни по оценке на конец 2000 года составляла 46 жителей, на 2010 год — 32 жителя.